# Райгородок (Житомирская область)
Ра́йгородок (укр. Райгородок) — село на Украине, основано в 1649 году, находится в Бердичевском районе  Житомирской области.
Код КОАТУУ — 1820885201. Население по переписи 2001 года составляет 882 человека. Почтовый индекс — 13362. Телефонный код — 4143. Занимает площадь 3,43 км².

## Адрес местного совета
13362, с.Райгородок, ул.Октябрьская, 11